# Ante Perkušić
Ante Perkušić (24. ožujka 2002.) hrvatski je profesionalni košarkaš, igra za Split. S hrvatskom kadetskom košarkaškom reprezentacijom (do 16) osvojio je zlatnu medalju na Europskom prvenstvu 2018. u Srbiji.